# Kando (département)
Kando est un département et une commune rurale du Burkina Faso, situé dans la province du Kouritenga et la région du Centre-Est. En 2012, le département comptait 28 282 habitants.

## Villages
Le département de Kando comprend un village chef-lieu (populations actualisées en 2006) :
- Kando (2 596 habitants)

et 21 autres villages :
- Bagwokin (437 habitants)
- Bissiga (683 habitants)
- Bougrétenga (1 943 habitants)
- Guirgo (901 habitants)
- Hamidin (635 habitants)
- Ibga (1 695 habitants)
- Kampelsézougou (1 727 habitants)
- Kiongo (560 habitants)
- Kodé-Mendé (2 680 habitants)
- Lelkom (1 037 habitants)
- Mobèga (613 habitants)
- Nabnongomzougo (883 habitants)
- Néem (691 habitants)
- Nigui (1 587 habitants)
- Pissi (2 520 habitants)
- Poessin (545 habitants)
- Salagin (665 habitants)
- Soalga (4 538 habitants)
- Tankoemsé (446 habitants)
- Tansèga (683 habitants)
- Yargo (217 habitants)